# Casa Ramon Pont
La Casa Ramon Pont és una obra racionalista de Barcelona protegida com a Bé Cultural d'Interès Local.

## Descripció
La casa Ramon Pont es troba a la cantonada entre els carrers Olzinelles i Sagunt, al barri de Sants. L'edifici té planta triangular i consta de planta baixa, cinc pisos i terrat. La cruïlla dels dos carrers està constituïda per una torre circular de sis plantes on s'adossen les façanes a mode de frontissa.
A la façana del carrer Olzinelles cinc obertures allindades a la planta baixa: la central és el portal de l'immoble, amb una finestra a banda i banda i locals comercials als extrems. A la resta de plantes s'obren el mateix nombre d'obertures per planta, seguint els mateixos eixos que les de la planta baixa. Les portes del primer i cinquè pis donen a un balcó corregut que gira la cantonada i recorre també la façana del carrer Sagunt. El balcó del primer pis està aguantat per unes grans mènsules d'aspecte massís. En els altres pisos només les tres obertures centrals s'obren a balcons individuals. Totes les obertures de l'edifici són allindanades. La façana està coronada per una cornisa amb un gran voladís i tres frisos llisos en degradació que també giren a la cantonada i segueixen per l'altre façana.
A la torre cantonera s'obren tres obertures per planta. A part dels dos balcons que recorren les dues façanes, a la quarta planta hi ha un altre balcó corregut. Una motllura separa el primer del segon pis i el segon del tercer. Per sobre de la cornisa que corona l'immoble sobresurt l'últim pis de la torre totalment exempt. Té unes petites finestres rectangulars i està rematat per un ràfec.
La façana del carrer Sagunt s'obren tres obertures per planta amb característiques similars a les del carrer Olzinelles. Aquí no hi ha més balcons que els del primer i cinquè pis.
El parament està pintat de gris a la planta baixa i de blanc els pisos superiors excepte l'últim pis i la torre cantonera que estan pintats de ocre. A la façana d'Olzinelles hi ha tres franges verticals de color ocre seguint les tres obertures centrals.

## Història
La relació entre l'arquitecte Ramon Puig i Gairalt i el promotor-propietari Ramon Pont i Vila comença l'any 1929 amb la construcció d'un edifici d'habitatges plurifamiliars al carrer Olzinelles, 19 bis de Barcelona. L'any següent construeixen la casa Ramon Pont, just davant de l'edifici anterior. Finalment, fan un gratacel d'onze pisos a la carretera de Collblanc, al terme de l'Hospitalet de Llobregat.